# ノミンギア
ノミンギア（学名 Nomingia）は、後期白亜紀に現在のモンゴルに生息していたオヴィラプトル科の獣脚類恐竜の属の一つである。化石はブギン・ツァブ層から発見されている。

## 発見と命名

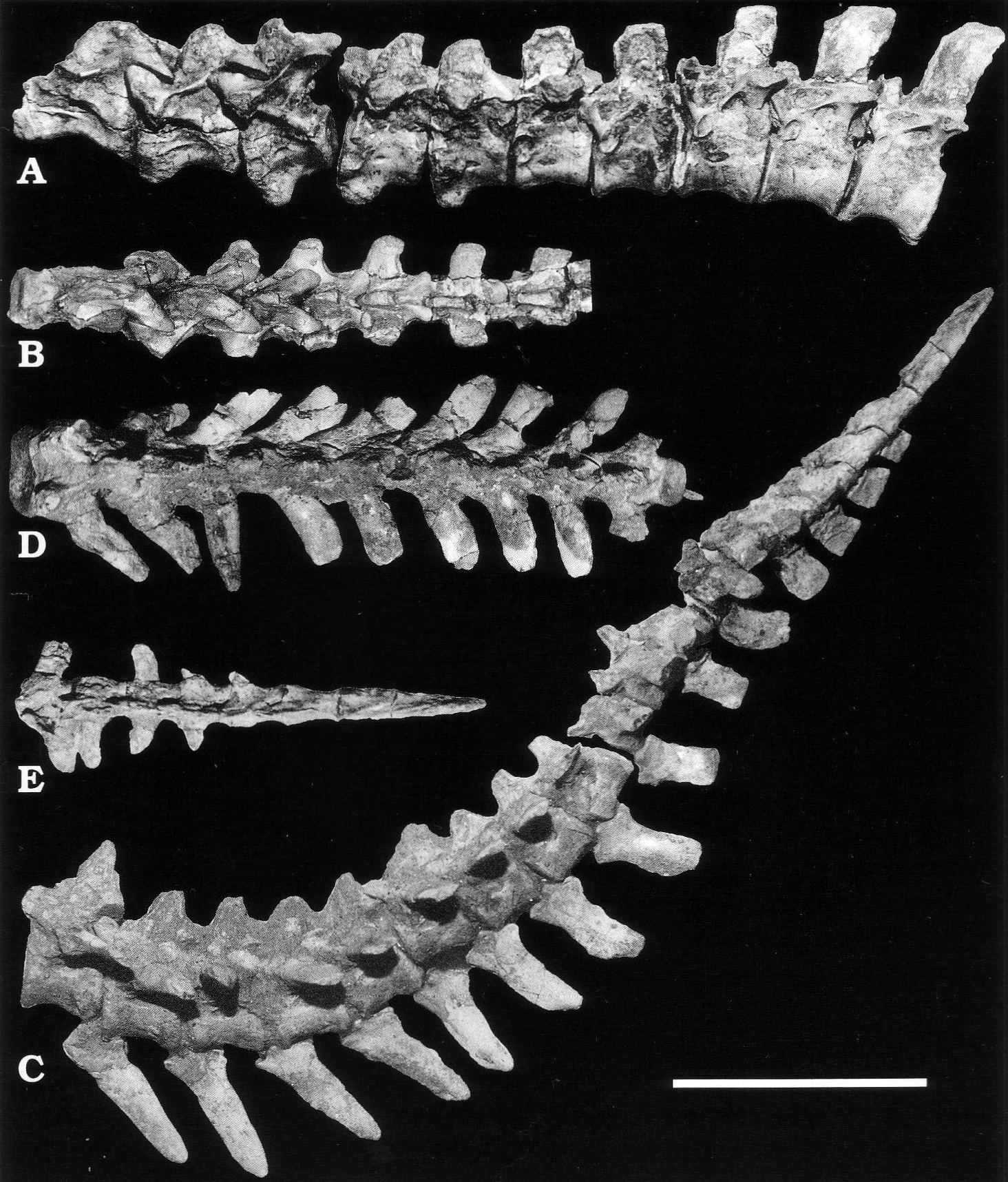
ホロタイプ標本の椎骨と尾

ホロタイプ標本GIN 100/119 は1994年にネメグト層の白亜紀後期マーストリヒト期の地層から発見され、脊椎、骨盤、左の脛と足首で構成されている。2000年にリンチェン・バルスボルド、ハルツカ・オスモルスカ、渡部 真人、フィリップ・カリーおよびKhishigjaw Tsogtbaatarにより命名、記載された。学名の由来は化石発見地にちなんだものであり、属名はゴビ砂漠近郊のNomingiin Gobiに言及したもので、種小名はゴビ砂漠そのものに言及したものである

## 特徴
ノミンギアは中型のオビラプトロサウルス類であり、グレゴリー・ポールによる推定では体長1.7 m、体重20 kgほどである。尾の先端の尾端骨に似た5つの癒合した尾椎で特徴付けられ、バルスボルドらはここにカウディプテリクスのものに似た扇状の羽毛があったと推測している。この化石が発見されるまでは同様の構造の骨は鳥類にしかみつかっていなかった。
キロステノテスなどの他のオヴィラプトル科の種と同様にN. gobiensis はくちばし状の顎を持つ中型の獣脚類であり、おそらくディスプレイとして使用されたであろうとさかを持っていた。

## 系統
バルスボルドらはノミンギアがカエナグナトゥス科（Caenagnathidae）（=エルミサウルス（Elmisaurinae））に属すると考えたものの、公式にはより一般的なオヴィラプトロサウルス類に分類した。後続の分岐学的な解析では正確にはどの下位分類群に属しているか一致を得ていない。

## 参照
1. 1 2 3  Barsbold, R.; Osmólska, H.; Watabe, M.; Currie, P.J.; Tsogtbaatar, K. (2000). “New Oviraptorosaur (Dinosauria, Theropoda) From Mongolia: The First Dinosaur With A Pygostyle”. Acta Palaeontologica Polonica 45 (2):  97–106.
2. ↑  Paul, G.S., 2010, The Princeton Field Guide to Dinosaurs, Princeton University Press p. 152